# Stipa academica
Stipa academica là một loài thực vật có hoa trong họ Hòa thảo. Loài này được Hicken miêu tả khoa học đầu tiên năm 1924.